# Шадаев, Аполлон Иннокентьевич
Аполло́н Инноке́нтьевич Шада́ев (2 [15] декабря 1902, Хурдут (ныне Усть-Ордынский Бурятский округ Иркутской области) — 15 июня 1969, Улан-Удэ, РСФСР, СССР) — советский бурятский писатель, драматург. Знаток и собиратель бурятских народных сказок.

## Биография
Родился 2 (15) декабря 1902 года в улусе Хурдут ныне Усть-Ордынского Бурятского автономного округа.
Окончил педагогический техникум. В 1925 году начал драматургическую деятельность.
Получил известность как автор пьес, сборников народных сказок, филолог.

## Награды
- орден «Знак Почёта» (31.01.1939)

## Память
Именем А. И. Шадаева названа средняя школа в селе Обуса Усть-Ордынского Бурятского автономного округа

## Известные произведения
- «Гнёт царя», «Власть Советов» (1925)
- «Новый путь» (1931)
- «Барьеры» (1932)
- «Лимбе» (1935)
- «Мэргэн» (1937)
- «Баир» (1938)
- «Две неправды» (1945)
- «Весенняя радость» (1947)
- «Крылатая рыба» (1956)
- «Ошибка кузнеца Эрхэтэ» (1965)

## ЭСэСэРэй самолёт
А. И. Шадаев написал всего одну песню в своей жизни. Однако, она получила широчайшее распространение среди бурят. «ЭСэСэРэй самолёт» стал очень популярным благодаря простоте и шуточному стилю.
«Шуур-шуур дуутай,

Шубуун шэнги далитай,

Дуутай-суутай

эСэСэРэй самолёт.

Түргэн бушуу ябадалтай,

Түмэн зондоо хүндэтэй,

Дуутай-суутай

эСэСэРэй самолёт».

В переводе на Русский:

"Шуур-шуур гудит мотор,

Сильные крылья разведены,

Громкие-мощные

СССР самолеты.

Быстро пролетают в небе,

Миллион тонн груза несут,

Громкие-мощные

СССР самолеты."

Это типичный пример песни советской эпохи, где прославляются достижения индустриализации и технического прогресса под флагом СССР. В оригинале используются ономатопеические слова (типа "шуур-шуур"), которые имитируют звук работающих двигателей самолета.